# Metasepia pfefferi
Metasepia pfefferi es una especie de cefalópodo de la familia Sepiidae, también conocidas como sepias.

## Características
Es un cefalópodo mayormente de color rojo, aunque puede variar de colores, que es venenoso, y su potente veneno causa un fuerte daño al  
corazón humano, que puede causar la muerte.

## Distribución geográfica
Habita en las aguas alrededor de Australia, Nueva Guinea, islas Filipinas e islas de la Sonda.
Y en Mabul (Borneo, Malasia)